# Stepànovka (Vorónej)
|  | Per a altres significats, vegeu «Stepànovka». |

Stepànovka (en rus: Степановка) és un poble (un possiólok) de l'óblast de Vorónej, a Rússia, segons el cens del 2010 tenia 11 habitants.